# Felipe Rivera
| Estadísticas de Felipe Rivera | Estadísticas de Felipe Rivera |
| ----------------------------- | ----------------------------- |
| Origen:                       | Arica, Chile                  |
| Fecha de nacimiento:          | 10 de mayo de 1971            |
| Altura:                       | 1.83 m                        |
| Peso:                         | 78 kg                         |
| Juego:                        | Diestro                       |
| Profesional desde:            | 1989                          |
| Retiro:                       | 1995                          |
| Mejor Ranking ATP Singles:    | 173º                          |
| Mejor Ranking ATP Dobles:     | 240º                          |

Felipe Rivera Frigerio (Arica, 10 de mayo de 1971-1 de octubre de 1995) fue un jugador chileno de tenis. Falleció en un accidente automovilístico.
En su carrera profesional logró finales de challengers ATP en singles y en dobles.
Fue el «chileno mejor clasificado» en la temporada de 1991. Defendiendo a Chile por Copa Davis tuvo un récord en singles de 1-3 y en dobles de 1-1.

## Títulos (0)

### Individuales (0)
| Leyenda                |
| Grand Slam (0)         |
| Tennis Masters Cup (0) |
| ATP Masters Series (0) |
| ATP Tour (0)           |

### Finalista en individuales (2)
- 1990: Furth (pierde ante Jeff Tarango)
- 1991: Ribeirao (pierde ante Roberto Jabali)

### Finalista en dobles (3)
- 1991: Santiago
- 1993: Belo Horizonte
- 1994: Recife